# 富山地方鐵道8000型電車
富山地方鐵道8000型電車（日语：／ Toyama Chihō Tetsudō 8000-gata densha）是富山地方鐵道的富山軌道線使用的路面電車車輛，其正式的型號名稱為De 8000型。

## 概要
富山地方鐵道為了紀念富山軌道線開業80周年，加上富山地方鐵道7000型電車因轉向架的結構強度問題而無法安裝空調系統，因此該公司決定引進新型的路面電車，以汰換車體老舊的7000型電車。富山地方鐵道在1993年委託日本車輛製造打造5輛8000型電車，並於同年的7月27日完工；而本型車則在三天後的7月30日開始投入使用。
本型車為富山地鐵自1965年引進最後一批7000型電車以來，時隔28年再度引入的新型車輛，並且因車輛性能及客室設備的提升與改造而獲得乘務員和乘客間的好評。富山軌道線也隨著本型車的引入而達成全部車輛皆安裝空調系統的目標。而8000型自2024年7月開始在富山都心線上進行運轉。

## 構造
本型車的側面窗戶採用固定式與內倒式的窗戶，其窗戶面積較7000型電車還要大。位於中間的車門考量到乘坐輪椅的旅客需求而採用可讓兩人並排進出的對開式摺疊門，並搭配二段式的踏板。而因為車廂內部設有放置輪椅的專用空間，因此其載客量較7000型電車低。本型車的控制台上使用配備列車警醒系統的單軸雙握把式的設計，使駕駛員可利用左手或是右手操控列車。控制系統則使用配備變頻器的機電系統，並搭載單臂式的集電弓，皆為富山地方鐵道首度在鐵路車輛上安裝的設備。